# پیر نصیر الدین نصیر
پیرنصیر الدین نصیر یکی شاعر، نویسنده، پژوهشگر، سخنران، محقق و صوفی از پاکستان است. او نیز مشهور به «شاعر هفت زبان» است.

## زندگی
او یکی از شعرای بزرگ معاصر پاکستان به سال ۱۹۴۹میلادی در مضافات شهر اسلام‌آباد در قبیلهٔ سادات چشم بجهان گشود. او از اولاد پیر مهر علی شاه بود. او در سال ۲۰۱۳ میلادی درگذشت.

## آثار
- آغوش حیرت (باعیات فارسی)
- پیمان شب (غزلیات فارسی)
- دین همه اوست (به عربی، فارسی، اردو پنجابی)
- امام ابو حنیفه اور ان کا طرز استدلال (پایان‌نامه به زبان اردو)
- نام و نسب (در بارهٔ سیادت پیران پیر)
- فیض نسبت (به عربی، فارسی، اردو پنجابی)
- رنگ نظام (رباعیات فارسی)
- عرش ناز (اشعار در زبانهایی فارسی و اردو و پوربی و پنجابی و سرائیکی)
- دست نظر (غزلیات فارسی)
- رسم و راه منزلها (عرفان و مسایل معاصر)
- تضمینات بر کلام رضا بریلوی)
- قرآن مجید کی تلاوت کی آداب
- لفظ الله کی تحقیق
- اسلام مین شاعری کی حثیت
- مسلمانون کی عروج و زوال کی اسباب
- پاکستان مین زلزله کی اسباب
- فتوی‌نویسی کی آداب
- موازنه علم و کرامت

## نمونه کلام
| کرد تاراج دلم فتنه نگاهی عجبی    |  | شعله روی عجبی، غیرت ماهی عجبی            |
| باهمه نامه سیاهی نه هراسم از حشر |  | رحمت شافع حشر است پناهی عجبی             |
| رُوی تابان تو در پرده گیسوی سیاه  |  | به شب تار درخشانی ماهی عجبی              |
| رهزن حسن رباید دل و دین          |  | هوش و خرد گاه گاهی سر راهی به نگاهی عجبی |
| نقد جان باخته و راه بلا می‌گیرند  |  | هست عشاق ترا رسمی و راهی عجب             |
| خواستم رازِ دلم فاش نه گردد، لیکن |  | اشک بر عاشقیم گشت گواهی عجبی             |
| ذره کوچه آن شاه مدینه بُودن       |  | ای نصیر از پی ما شوکت و جاهی عجبی        |